# 안드레이 가브릴로프

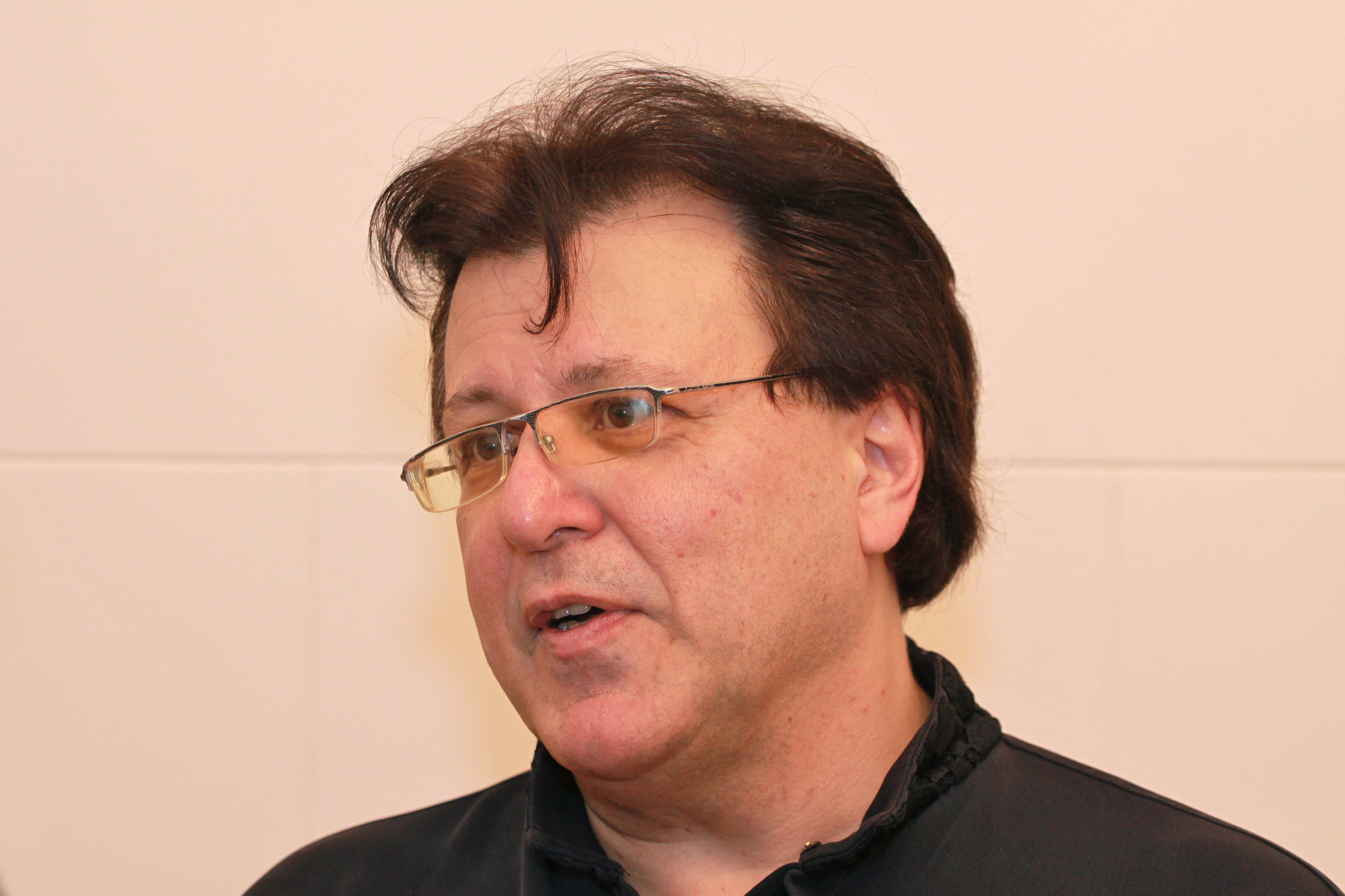
2010년 2월, 안드레이 가브릴로프(Andrei Gavrilov)

안드레이 블라디미로비치 가브릴로프(러시아어: Андрей Владимирович Гаврилов, 영어: Andrei Vladimirovich Gavrilov, 1955년 9월 21일 ~ )는 러시아의 피아노 연주자이다.

## 생애
가브릴로프는 모스크바에서 다국적의 예술가 가정에서 태어났다. 그의 아버지, 블라디미르 가브릴로프(1923년 5월 30일 ~ 1974년 12월 4일 또한 선조가 독일인이며, 20세기 중반의 러시아 화단을 이끌었던 화가 중 하나였다. 그의 어머니, 아싼네타 이퀴제리안(Assanetta Eguiserian)은 하인리히 노이하우스(겐리프 네이가우스)에게 피아노를 배운 아르메니아 출신의 피아니스트로, 가브릴로프는 만 2세에 그에게 피아노 레슨을 받았다.